# La saga le labyrinthe (livres)
Attention Spoilers !
la saga le labyrinthe (livres): -le labyrinthe (1)
-le labyrinthe (1):
résumer : Quand Thomas reprend connaissance, sa mémoire est vide, seul son nom lui est familier. Il se retrouve entourés d'adolescents dans un lieu étrange, à l'ombre de murs infranchissables. Quatre portes gigantesques, qui se referment chaque soir, ouvrent sur des monstres. Chaque nuit le plan est modifié. Thomas comprend qu'une terrible épreuve les attends. Comment s'échapper par le labyrinthe maudit sans mourir ? Si seulement il parvenait à exhumer les sombres secrets enfouis au plus profond de sa mémoire.
ressentis : très bon livre
âge : au moins 13+ans (violence, enfermements, manipulations, maltraitance, peur et morts)
-le labyrinthe, la terre brûlée (2)
résumer : Thomas en était sur, la sortit du labyrinthe marquerait la fin de l'épreuve. Mais à l'extérieur, ils découvrent un monde ravagé. La terre est dépeuplée, brûlée par un climat ardent. Plus de gouvernement, plus d'ordre... Et des gens infectés, en proie à une folie meurtrière,errent dans les villes en ruines. A u lieu de la liberté espérée, Thomas se trouve confronté à un nouveau défi démoniaque. Au coeur de cette terre brûlée, parviendra-t-il à trouver la paix... et un peu d'amour?
ressentis : bon livre
âge : au moins 13+ans (violence, morts et peur)
-le labyrinthe, le remède mortel (3)
résumer : Le WICKED a tout volé à Thomas : sa vie, sa mémoire et maintenant ses seuls amis. Mais l'épreuve touche à sa fin. Ne reste qu'un dernier test Terrifiant. Cependant Thomas a retrouvé assez de souvenir pour ne plus faire confiance au WICKED. Il a triomphé du labyrinthe. Il a survécu sur la terre brûlée. Il fera tout pour sauver ses amis, même si la vérité risque de provoquer la fin de tout.
ressentis : bon livre
âge : au moins 13+ans (violence, morts et peur)
-le labyrinthe, le destin de Newt (4)
résumer : Newt à passer sa vie à protéger ses amis. Ensemble, ils ont tout affronté. Mais il est à présent chargée qu'un fardeau qu'il doit porter seul : la Braise. Refusant que Thomas et les autres soient témoins de sa descente aux enfers, il décide de fuir. Il commence alors une errance cauchemardesque qui le mène bientôt a l'Hôtel des Fondus, la où s'entassent tous les désespérés et les laissés-pour-compte. Newt ne s'y attend pas mais les rencontres qu'il va y faire changeront sa vie à jamais. Et s'il n'était pas trop tard pour qu'il accomplisse sa destiner?
ressentis : bon livre
âge : au moins 13+ans (violence, morts et peur)
-le labyrinthe, l'ordre de tuer (5)
résumer : Treize ans avant que Thomas entre dans le labyrinthe une éruption solaire touche la Terre. Mark et Trina survivent à cette catastrophe, mais une autre épreuves les attend. Une étrange épidémie se répand au Etats-Unis, frappant de folie ceux qu'elle atteint. C'est l'existence de l'espèces humaine qui est menacée! Convaincus qu'il existe un remède, Mark et Trina vont tout faire pour le trouver... s'ils parviennent à rester en vie. Car dans ce monde dévasté, certains préfèrent tuer pour que personne ne découvre la vérité.
ressentis : bon livre
âge : au moins 15+ans (violence, morts et peur)
-le labyrinthe, la Braise (6)
résumer : Le monde touche à sa fin. L'éruption solaire était que le commencement. A présent, la Braise s'est répondue, et les hommes, gagnés par la folie s'entretuent. Mais le Wicked cherche un remède et trouve le candidats idéal : Thomas. Le garçon va construire un labyrinthe que lui seul pourrait detruire...
ressentis : très bon livre
âge : au moins 14+ans (violence, morts et peur)
-le labyrinthe, le rivage des survivants ; partit 1 (7)
résumer : 73 ans après le Labyrinthe, la survie de l'espèce humaine est menacée. Sur l'île où se sont installés les rescaper du Labyrinthe vit Isaac, un jeune apprenti forgeron. Alors qu'il se rends à la pointe avec ses amis pour plonger du haut des falaises, il aperçoit un bateau à quelque encablure du rivage. A son bord des corps inanimés, et une femme qui se jette soudain à l'eau pour rejoindre la terre ferme au péril de sa vie. Secourue par le groupe d'amis, elle leur explique avoir été envoyé par le monde extérieur pour les retrouver. Sans eux, impossible d'élaborer un remède contre la Braise, le virus mortel qui décime l'humanité.
ressentis : très bon livre
âge : au moins 15+ans (violence, morts et peur)
-le labyrinthe, le rivage des survivants ; partit 2 (8)
résumer : 73 ans après Le Labyrinthe, la survie de l'espèce humaine est menacée.Sadina et les insulaires voyagent vers l'Alaska, au cours d'un périple semé d'embûches, dans l'espoir d'élaborer un remède contre la Braise. Mais la Tête de Dieu, désormais dirigée par Alexandra, est fracturée. Après le meurtre de Nicholas, les objectifs de la déesse sont obscurs et l'avenir du monde entier est en jeu.Le groupe des voyageurs est divisé, chacun fait face à ses doutes et les vrais visages se révèlent. Les insulaires pensent que le remède est en eux, mais sont-ils vraiment immunisés ? Les frontières entre le bien et le mal se brouillent, et personne, pas même la Tête de Dieu, ne peut prévoir l'avenir.
ressentis : bon livre
âge : au moins 13+ans (violence, morts et peur)
-le labyrinthe, le rivage des survivants ; partit 3 (9)
résumer : 73 ans après Le Labyrinthe, la survie de l'espèce humaine est menacée...Lorsque le journal de Newt est déchiffré, des secrets enfouis depuis longtemps refont surface. Le groupe de descendants, accompagné du vieux Frypan, se retrouve face à un choix déchirant : risquer leur vie pour révéler au monde la vérité troublante sur l'évolution des épreuves du Labyrinthe, ou fuir le chaos pour sauver leur peau, quitte à laisser ces sombres secrets enfouis à jamais...
ressentis : bon livre
âge : au moins 15+ans (violence, morts et peur)
1. ↑  J.-M. Bréchot et G. Zalcman, « Dans les CBNPC avancés, le cisplatine paraît un peu plus efficace mais aussi plus toxique que le carboplatine », Revue des Maladies Respiratoires, vol. 22,‎ juin 2005, p. 57 (ISSN 0761-8425, DOI 10.1016/s0761-8425(05)72953-3, lire en ligne, consulté le 19 août 2025)